# 魚人島
魚人島是尾田榮一郎的動漫作品《ONE PIECE》中虛構的島嶼。

## 創作概念
故事架構是取自儒勒·凡爾納創作的科幻小說《海底兩萬里》及日本童話故事《浦島太郎》。《海底兩萬里》裡著名的「海底火山」、「海之森林」，以及《浦島太郎》著名的「龍宮城」、「乙姬」、「玉手箱」、「海龜報恩」（魚人島篇的報恩對象則變成鯊魚）、《西游记》里东海龙王的龙宫幾乎都有出現在本篇當中。魚人島部分居民的名字，也和海洋的神話與生物有關。
魚人島龍宮城建築參照中国北京天坛祈年殿

## 島嶼概要
龍宮王國（Ryugu Kingdom）是建於魚人島的國度，涵蓋魚人島及周圍所有地點，目前由尼普頓所統治。此島位於「聖地」馬力喬亞海底一萬公尺，是通往新世界的中途站，同時也是大多數魚人族與人魚族的出生地，又有「海底樂園」的美稱。要來到此地的船隻通常得在夏波帝諸島為船身上膜，借著海流航行才能平安到達此地。包住船隻的塗層拉伸到一定程度後可以穿透，即使開槍開砲都毫無影響，但存在於海中的岩礁、海溝和海獸是前進魚人島時最大的障礙，下潛的船隻多半會因為被海獸的利牙咬到或是觸礁讓塗層破裂就此導致沉船，再加上深海的海底火山會有間歇性的爆發，因此所有前往魚人島的人只有30%能夠活著抵達此地。由於是位於深海以下的緣故，抵達魚人島之前，船上的人員都得穿上保暖衣物來禦寒。

### 歷史
- 距今八百年前，生存在「空白的一百年」時期的人類喬伊波伊曾和當時和他活在同一年代的人魚公主立下某個約定[2]，但後來喬伊波伊卻因故無法實踐，而在海之森林的珊瑚林留下對魚人島謝罪的歷史本文。魚人島的居民也因此開始守護著島上的古老巨船「諾亞」，並深信將來會有代替喬伊波伊履行約定的人選出現。
- 島上的魚人族和人魚族曾被人類劃分為「魚類」，並且備受人類歧視，直到兩百年前龍宮王國成為世界政府的加盟國後才開始和人類締結友好關係，魚人島國王也被允許參加世界會議。儘管人類卻仍對魚人族抱持厭惡的態度，但歧視的問題並沒有獲得改善反而更加的惡化[3]。為了改變魚人族和人魚族的處境，島上出現兩位關鍵人物，其一是主張「與人類和平共存」的龍宮王國皇后乙姬王妃，[4]其二是主張「與人類決裂」的魚人探險家費雪·泰格。但乙姬王妃在第二部劇情的十年前遭到時任海王軍士兵荷帝·瓊斯給暗殺身亡；費雪·泰格則在一場戰鬥中因失血過多而喪命。
- 「大海賊時代」開啟後，不少途經此地的海軍或海賊亦開始對島上的魚人族與人魚族展開大規模的燒殺擄拐與搶掠；由於年輕的女性人魚可在人類的人口販賣場賣到高價，因此島上時常發生來到此地的人類海賊綁架人魚的狀況。直到時任「四皇」之一的「白鬍子」艾德華·紐蓋特宣布將魚人島納為自己的地盤後，讓所有的海軍與海賊都不再敢繼續危害與侵犯魚人島。「白鬍子」於頂點戰爭中戰死的兩年後，魚人島在吉貝爾斡旋下由同為「四皇」之一的「BIG MOM」夏洛特·莉莉接管守護[5]。作為讓夏洛特·莉莉守護魚人島的條件，吉貝爾與魚人海賊團併入BIG MOM的旗下；魚人島必須在每個月提供10噸的甜點心給她作為保護費，島上也因此增設大型的甜品加工廠。
- 雖然魚人島附近的城鎮也有一些人類，但由於仇視人類的主謀「新魚人海賊團」與「飛行海賊團」從中作梗阻撓航海者，直到魯夫等人抵達以前，島上已經近一個月都沒有人類來造訪此地[6]。魯夫一行人來到島上後，成功擊敗島上的兩大主謀「新魚人海賊團」船長荷帝·瓊斯與「飛行海賊團」船長班塔·戴肯九世，其後魚人島國王尼普頓與吉貝爾商討將來欲脫離BIG MOM旗幟保護後的安排，決議利用新魚人海賊團七萬人為海王軍增兵，抵禦侵略者，更有意借用「草帽海賊團」的旗幟守護魚人島。在此同時因為魯夫等人在慶功宴會吃光原本要貢獻給BIG MOM的甜點，魯夫不滿BIG MOM為了無法納貢甜點而要毀滅魚人島，因此要求BIG MOM把追究對象改為他們，並揚言擊敗BIG MOM後要將魚人島納為自己的地盤。
- 魯夫等人大鬧四皇「BIG MOM」夏洛特·莉莉的根據地圓蛋糕島後，龍宮王國皇室成員作為國家代表，时隔兩百年第二度出席世界會議。
- 「海皇」波塞頓

根據魚人島的皇室傳說，島上每經過數百年就會出現能夠召喚海王類的人魚公主，並且為世界帶來巨大的變化。魚人島事件結束後，羅賓透過聯結空島的歷史本文內容和尼普頓的描述，證實「空白的一百年」時期的人魚公主和能力覺醒後的白星皆是歷史本文記載的「海皇」波塞頓。

### 文化
- 和夏波帝諸島一樣，島上時常可見到用泡膜組合的交通工具與設施，例如某些大型魚類會在背上負載著中型座椅與泡膜擔任魚出租車或魚巴士，皇族專用的鳳尾車以及通往不同地區的WATER ROAD。還有泡膜工匠提供為船隻鍍膜的服務。人魚和一些大型海洋生物在島上的乾燥地區活動時，會在腰部戴上泡泡泳圈以方便行動。此外，當地還有一種名為「氣泡珊瑚」的物品，可以從短小的珊瑚中製造出類似救生船的中型泡膜。但是被氣泡包圍的物體將會失去浮力，因此無法用於阻止物體墜落的用途。
- 此地的建築多半沿著珊瑚礁搭建而成，某些建築內，海水也會高過一般人的大腿，以方便人魚和魚人活動[7]。房子裡還會空出一定的乾燥範圍擺放家具。
- 海裡的公寓，能照到光的頂層最昂貴，反之最接近海底的樓層租金最便宜。公寓之間還會有背負中型護罩的海龜，擔任海裡公寓的海龜電梯，方便在各個樓層間移動[7]。
- 島上的魚人族和人魚族通常是分開住的，但是通婚者與同家族者不在此限，同時魚人和人魚在通婚的情況下生下的小孩會有男人魚、女人魚、男魚人、女魚人等四種機率[5]。由於魚人和人魚有著共同的祖傳基因記憶，他們被生下時的所屬魚種，取決於多個世代前的祖先魚種基因，不一定跟雙親的所屬魚種有關，因此他們對於任何人家生下各種姿態的孩子也不會感到意外，反而對於地上種族（人類）習慣用容貌相似度判別親屬關係的概念比較不能適應，但也有某些魚人和人魚通婚生下姿態完全一樣的多胞胎的案例。
- 當地主食是海產類與海底植物水果等，也有和陸地相同的食物[8]，根據海咪的說法，人魚區的蚵蠣比與魚人街的蚵蠣還要美味[7]。基於人魚不吃肉類與魚類，但魚人嗜吃肉類與魚類的理由，島上的餐廳會管制店裡的主食供應。
- 因為是海底地區，所以珊瑚、大型扇貝、螺貝都會廣泛的運用在生活上（包含建築與喪禮等），一些當地居民的床鋪和置物台，也會設計成大扇貝的形狀。此外，魚人島的居民也會使用燈貝和熱貝作為室內照明和烹煮食物的用途[7]。
- 和空島一樣，外來人通常都得經過入境審查，否則會被龍宮王國的「海王軍」逮捕[6]。
- 過去曾因為人類歧視魚人和人魚，加上拒絕捐血導致費雪·泰格最後傷重身亡（實為費雪·泰格拒絕用人類的血液幫他急救）的緣故，使魚人島從此訂下「禁止將血液分給人類」的法律，如有魚人或人魚捐血給人類，就會受到仇視人類者們的「暗夜審判」[6]。之後因為發生乙姬王妃遭暗殺身亡的事件，再加上乙姬王妃和費雪·泰格生前看待人類與魚人島居民關係的態度大相逕庭，島上的魚人和人魚因此分成願意和人類和平共處的主和派，以及仇視人類的主戰派。直到魯夫擊敗荷帝後才在尼普頓國王的命令下，正式廢除不得捐血給人類的法律。

### 地理
巨大的雙層式圓泡膜護罩包圍整座島，在兩層護罩中間還有一個空氣層。若是那些在夏波帝諸島上過鍍膜的船隻循著不正確的路徑闖入魚人島，鍍膜會自動剝離與島上的護罩融合，有的船隻還會在中間的空氣層墜落地面。就算是成功硬闖過護罩，入侵的人船還會被護罩裡的海水沖走。在魚人島的正面入口設有「貯氣庫」，可製造出能夠包覆全島空氣的巨大空氣泡，但除非是遇到緊急狀況，否則不會輕易動用貯氣庫來製作氣泡。
雖然位於深海之下，但也和陸地一樣有天空和雲朵。由於生長在魚人島附近的巨樹「陽樹夏娃」能將地面的陽光傳至魚人島，因此位於深海的魚人島才會有陽光與晝夜的變化，當地居民甚至形容此現象為「太陽的恩惠」。
此外，由於魚人島的多數地區都在海水底下，若是不會游泳的人要在水中單獨行動，除了搭乘當地鍍上泡膜的交通工具以外，只能在身上塗上游水塗層作保護措施。
- 龍宮城（Ryugu Palace）

座落在能夠見到陽光的魚人島頂層，是座由大型珊瑚礁、貝殼和其他建材搭建而成。有條巨龍盤踞的大型豪華宮殿，為魚人島的皇族根據地。龍宮城內還有背上裝著大型泡泡的巨型比目魚，負責運載外來的訪客。魚人島事件中，索隆、騙人布、布魯克為了從新魚人海賊團設下的牢籠脫困，委託帕帕克取回它們的武器破壞牢籠，導致龍宮城右側的塔因此被索隆砍出一道俐落的大切口。
- 聯絡迴廊

專門用來進行通訊聯絡的特殊迴廊，裡面裝設監視系統與電話蟲，便在緊急事件時通知大臣與士兵。
- 硬殼塔（Hard-Shell Tower）

白星公主的寢室兼躲避追殺的庇護所。因為班塔·戴肯九世長期對白星進行恐嚇追求並攻擊大門的緣故，以至於門上還插著許多班塔·戴肯投擲的武器，即便是士兵前來通報緊急事件，亦不得超過5分鐘。為了方便白星活動，房間裡有很多區域都泡在水下。
- 財寶庫

專門收納包含魚人島國寶「玉手箱」在內的龍宮城財寶的房間。經過魚人島事件後，財寶庫已經被格列佛給偷光，連「玉手箱」也不例外。其後因為尼普頓的應許，加上魯夫擊敗格列佛及向BIG MOM宣戰的緣故，龍宮城的所有財寶經由魯夫等人交給BIG MOM海賊團作為魚人島結束動亂後無法按時繳納甜點的補償。
- 監獄塔（Prison Tower）

龍宮王國的監獄，荷帝·瓊斯、班塔·戴肯和其他新魚人海賊團的在魚人島事件後被關入此處。
- 宴會廳

極度寬敞高大的豪華宴會大廳，中央設有貝殼狀的舞台，以供歌手和樂手待在台上進行演奏。若是魚人島的外來訪客，則會搭乘龍宮城內附有巨型泡膜的巨型比目魚來到這裡，以便於在泡膜裡面呼吸，巨型比目魚同時也會擔任宴會來賓的坐席。尼普頓在魚人島事件後，邀請魯夫等人來到此處參加慶功宴會。
- 魚協和廣場（Gyoncorde Plaza）

魚人島上的廣場，乙姬王妃經常在此對魚人島居民發表演說，但第二部劇情的十年前，乙姬王妃也是在此地收集簽名時遭到暗殺身亡。魚人島事件中，新魚人海賊團企圖在此地對尼普頓處刑但未能得逞，轉而與草帽海賊團和吉貝爾展開決戰。名字來源取自日文的魚和法語的協和廣場。
- 珊瑚之丘（Coral Hill）

位於魚人島南東，龍宮王國的繁華港鎮，魯夫等人正是在此為香吉士進行輸血急救，和布魯克與帕帕克會合。雪莉夫人在這裡經營著「人魚咖啡廳」。
- 人魚咖啡廳（Mermaid Cafe）

雪莉夫人經營的豪華咖啡廳，是海咪在第二部劇情的工作場所，以及一些來到此地的人類海賊指定光顧的地點。當店裡需要人手時會請人魚海灣的人魚到店裡幫忙，某些在店裡服務的女性人魚也同時兼負舞者的工作。店裡提供的食物有蛋糕、海底的水果、貝類與海帶類的菜餚，但基於人魚不吃肉類和魚類的理由，店裡不提供肉類和魚類的主食。由於荷帝在魯夫等人來到此地的1個月前，便開始四處襲擊人類海賊團，導致人魚咖啡廳的生意也受到了影響。新魚人海賊團與飛行海賊團落敗後，香吉士和騙人布曾計畫在離開魚人島前，在人魚咖啡廳寄宿幾晚，後由於右大臣前來邀請魯夫等人參加龍宮城的慶功宴而取消此念頭。
- WATER ROAD

由魚人島上的泡泡工匠特別打造，內部充滿海水的特大號透明管，魚人、人魚、海底生物可借由此通道來往不同地區。
- 珊瑚公寓

座落在魚人島的海洋層（人魚海灣底下），沿著珊瑚礁搭建的大型公寓，同時也是「人魚咖啡廳」的女生宿舍，海咪住在這棟公寓的一樓。
- 人魚海灣（Mermaid Cove）

人魚群居的地方，這裡雖然是深海地帶，卻能見到藍天，陽光，白雲。騙人布見到此地群居的人魚後，甚至形容此地簡直夢幻得像童話世界一樣。
- 裘巴利HILLS（Coral Hill）

龍宮王國的一等地，是魚人島上最高級的地段，海星帕帕克因為是有名的設計師，所以住在山莊裡最大間的豪宅。創作來源為位於美國加州的高級住宅區。
- 帕帕克的住宅

裘巴利HILLS裡最大間的豪宅，一樓是海星帕帕克開設的名牌服飾店。娜美在這裡購物的時候曾經抱怨這家店鋪的洋裝過於昂貴。布魯克見過龍宮城後，還形容帕帕克的宅邸和龍宮城相比，如同跳蚤般的渺小。
- 諾亞（Noah）

由數百年前的魚人島居民合力打造並安置在魚人街，擁有「誓約之舟」與「尚未完成使命之船」的稱號，體積相當於半座魚人島的古老巨船，但它的製造技術至今依舊是個謎。數百年來，諾亞始終沉在海底，等待著和八百年前人魚公主和喬伊波伊所訂下的約定，由於巨大的船型是為了讓海王類牽著船身移動才設計多條巨鍊，加上只有某特定一族人才能修復這艘船，因此被視為直到「終將來臨之日」以前都不能碰觸也不能有絲毫損傷的一艘船。新魚人海賊團與班塔·戴肯海賊團曾經駐紮於此。魚人島事件中，被班塔·戴肯用來狙擊白星與摧毀魚人島，其後魯夫為了不讓諾亞墜落到魚人島上開始動手摧毀諾亞，最終即時被白星呼喚的海王類安置在海之森深處，但已部分損壞。名字由來取自聖經裡的諾亞方舟。
- 甜品加工廠（Candy Factory Town）

自從四皇之一的BIG MOM接管魚人島後，島上為了供應每個月10噸的甜點給她而設立的大型甜品加工廠，同時也是魚人島上少數已知的新建設施。魯夫形容其甜點比肉還要美味。由於新魚人海賊團的幹部達摩在魚人島事件中破壞了甜品加工廠，加上戰後剩餘的甜點被龍宮王國用在慶功宴會招待魯夫等人享用，使得魚人島已經沒有多餘的甜點可以貢獻給BIG MOM，曾差點招致被BIG MOM海賊團肅清的危機。
- 海之森林（Sea Forest）

位於魚人街東北方的海底森林，由於許多海裡的沉船順著潮水的流動被運送到此處，因此又有「船之墳場」的別稱。因為「陽樹夏娃」將海面上的陽光傳至魚人島，所以許多美麗的珊瑚都在這裡生長，魚群與鯨魚也會在這裡覓食，這裡豎立著十年前遭暗殺身亡的乙姬王妃的墳墓，在珊瑚林的深處立著記載喬伊波伊留給同年代人魚公主的謝罪文歷史本文。是吉貝爾與魯夫約定會合的場所，同時也是白星公主希望探訪的地方。
- 魚民文化會館（Fish-Man's Meeting Hall）

魚人島西南。
- 瑪林購物中心（Marine Shopping Mall）

魚人島以西。
- 水車鎮（Waterwheel Town）

魚人島以北。在魚人島事件中，被新魚人海賊團幹部托斯給大肆破壞。
- 魚人街（人魚の浜辺，Fish-Man District）

原本於第二部劇情的十六年前是收容孤兒的大型場所。但由於當時管理層的無能導致魚人街成為不法集團聚集的地帶。費雪·泰格、吉貝爾、惡龍一夥和新魚人海賊團正是從此地出生的人物。經過魚人島事件後被尼普頓下達封鎖禁令。
- 魚人空手道道場（Fish-Man Karate Dojo）

是魚人島上一個教授魚人空手道的地方。是島上的驕傲。

## 角色介紹

### 龍宮城

#### 王族
尼普頓（Neptune）
聲優：稻葉實（日本）；宋克軍（台灣）；黃啟明（香港）
種族：腔棘魚人魚，年齡：70歲，生日：7月3日，身高：1,220公分，星座：巨蟹座，血型：X型，出身地：魚人島龍宮王國，喜歡的食物：海藻沙拉。
魚人島龍宮王國的國王，乙姬的丈夫，海王星三兄弟與白星公主的父親。外號「海之大騎士」、「海神尼普頓」。
頭戴皇冠，體型比一般人魚還要來得壯碩，蓄著茂密蓬鬆的橘紅色頭髮和鬍鬚，有著紅潤尖稜的鼻子，雙臂有著火焰般的刺青，身上長著濃密的體毛，武器是一隻雕刻精細的巨大三叉戟，擅長「人魚柔術」、「人魚具術」。獨特笑聲是「嚯嚯嚯嚯」，說話時語尾會加上「加蒙」，還經常吆喝自己的名字。被魯夫形容是個古怪的毛茸茸老頭。個性寬厚仁慈，即使是自己的士兵遇到危險也會出面保護，但相當孩子氣，平常習慣在不帶衛兵的狀況下，騎乘愛鯨何耶（是魚人島上唯一能和鯨魚溝通的人物）巡視魚人島，但時常沒有事先通報就擅自出門，因此惹來左右大臣的責備。在白星失蹤時更是以哭鬧的方式央求草帽海賊團將愛女歸還給他。此外因為腦袋不靈光的關係經常將索隆的名字叫成「索利」，令索隆對此感到很不滿。和時任四皇之一的「白鬍子」艾德華·紐蓋特及魯夫的祖父暨海軍中將卡普交情匪淺。尼普頓在年輕時經常關照「白鬍子」，當「白鬍子」宣佈包下魚人島使海賊與海軍不敢再侵犯與綁架此地的族人後，兩人乾杯正式結盟。
在第二部劇情的十六年前，就已經對妻子乙姬開始為魚人族與人類和平共處的理想四處奔走一事有所耳聞，當時認為乙姬夢想魚人族與人類共存的世界只是祖先們被摧毀的夢想，雖然對乙姬的行動感到不認同但也無法阻止她。乙姬身故後對於無法親自解決殺害乙姬的兇手一事感到很悲憤，更為了緬懷乙姬而始終未再續絃。為了保護子女的安全不讓海王星三兄弟與白星參加葬禮，之後更為了白星公主被班塔·戴肯九世恐嚇追求一事命令海王星三兄弟率軍追捕班塔·戴肯九世。
因耳聞魯夫等人救了白星公主的愛鯊梅卡洛一事親自招待魯夫等人前往龍宮城。但後來又因耳聞人魚咖啡廳女店主雪莉夫人的預言決定拘捕魯夫等人，卻因為中途不小心閃到腰反而和龍宮城衛兵被索隆、娜美、騙人布、布魯克用鎖鏈綑綁當成人質。因為從右大臣口中得知白星失蹤的消息，誤認魯夫是綁架白星的犯人，特別要求必須將白星帶回龍宮城，否則魯夫等人會被拘留在魚人島無法出航。在荷帝·瓊斯進犯龍宮城時為士兵擋下攻擊，並且在索隆的協助下除去身上的鎖鍊。由於自己被荷帝·瓊斯重創又不希望有任何人因此犧牲性命，決定暫時棄城與三個兒子會合，以「魚人柔術」殺出一條路，就在打算藉著何耶將騙人布等人一同帶離龍宮城時卻被服下兇藥的荷帝·瓊斯和他的部下所擒被押往吉隆考德廣場，但在羅賓和何耶的協助下順利脫困。
事後認為腐朽的法律和詛咒沒兩樣，決定破除「魚人和人魚不得捐血給人類」的規定，允許吉貝爾為魯夫進行捐血急救。除了在私底下對羅賓透露喬伊波伊在空白的一百年間留下的訊息以外，還因為魚人島事件使看淡財富允諾草帽海賊團可將龍宮城失竊的財寶全數帶走。得知吉貝爾準備脫離「BIG MOM」的旗下加入魯夫等人後，尼普頓決定在魚人島失去「BIG MOM」旗幟保護的時候，借用草帽海賊團的旗幟保護魚人島。但後來魯夫為了賠償吃掉進貢給「BIG MOM」甜點的損失，不小心將裝有炸彈的玉手箱連同財寶一起交給「BIG MOM」為此感到很驚慌不已。
多雷斯羅薩事件和圓蛋糕島篇落幕後，獲知魯夫等人、火戰車海賊團、太陽海賊團等人、杰爾馬66聯手刺殺「BIG MOM」未遂的消息，為吉貝爾終決定加入魯夫等人與白星同意出席世界會議感到高興，決定改用草帽海賊團的旗幟保護魚人島，偕同兒女們抵達聖地馬力喬亞經由卡普護衛領導出席世界會議。世界會議篇當中好心將聽到卡普發言而嚇到跌坐在地上的哥雅國王史泰利扶起，但對方卻誤解被魚人或人魚觸碰會傳染怪病反而受到更嚴重的驚嚇。其後為解救被天龍人查爾羅斯脅持的女兒白星而出手阻止，將與CP-0的羅布·路基正面衝突，隨後因為曾被乙姬所救且欲報答魚人島恩情的天龍人唐吉訶德·穆斯卡爾特出面教訓查爾羅斯出手解危而脫險。
在單行本63卷的詢問專欄中，讀者曾對尼普頓明明超過30歲卻沒有「雙股」感到疑惑，後作者尾田榮一郎解釋到雖然原作沒提及，但設定上只有女性人魚才有雙股。
名字來源取自羅馬神話的海神尼普頓。
乙姬（Otohime）
聲優：根谷美智子（日本）；錢欣郁〈第540～564話〉→詹雅菁〈第886話〉（台灣）
種族：金魚人魚，年齡：享年36歲(已故)，生日：1月10日，身高：224公分，星座：摩羯座，血型：S型，出身地：魚人島龍宮王國，喜歡的食物：綠色海藻球，霸氣：見聞色。
魚人島龍宮王國的皇后，尼普頓的妻子，海王星三兄弟與白星公主的母親。魚人島的居民們都尊稱她為「乙姬王妃」。
留著波浪般的金色長髮，藍色雙眼，配戴橘色的髮飾，身穿魚鱗圖樣的長衣袍。與費雪·泰格同為想改變魚人歷史的兩大核心人物，主張「與人類共存」，有「愛之人」的外號。天生就擁有「見聞色霸氣」，能聽到他人內心的聲音，也能藉此能力發表演說，個性相當熱血慈悲，但身體不好，光是用巴掌打人也會開放性骨折，容易因為自己出手打人而流淚（動畫版喬巴認為白星愛哭的個性即遺傳自此），卻有「單邊鼻孔流鼻涕看起來像笨蛋」的奇特想法（但是對白星會變成「一邊鼻孔流著鼻涕看起來很可愛」）。
二十幾年前就以令人討厭的（性感的）形象進行政治遊行示威，此時尚未與尼普頓結婚。在第二部劇情的十六年前為了更加接近並理解人類，還向魚人島居民推動移居到陸地上的簽署活動，準備在世界會議上發表移居陸地的訴求，還以親身行動做為和人類共處的榜樣。除了率領士兵拯救遇難船上的人群外，還親自教授魚人島的孩子有關陸地的知識，但魚人島居民受到費雪·泰格身亡的消息影響，紛紛要求乙姬歸還他們的簽名，使得乙姬在某次醉酒之餘，用廣播對魚人島居民發表演說，希望魚人島居民能繼續為下一代爭取他們的未來，好讓魚人島居民總有一天能在真正的陽光下生活。根據鯊星的回憶闡述，最擔心的是魚人島上殘存憎恨人類的陰暗思想與怨念，儘管一直努力爭取和人類和平共處的希望，卻忽略應該先對抗島上的陰暗面。
白星6歲那年（第二部劇情十年前）獲知天龍人的遇難船隻請求進入魚人島國境，因不希望魚人族對人類的仇恨繼續傳下去，為了庇護天龍人唐吉訶德·穆斯卡爾特遭島民給開槍射傷，間接導致白星因為過度擔心意外呼喚出海王類將該名天龍人嚇昏。之後跟著穆斯卡爾特出航一周後帶回世界貴族同意魚人族與人類成立友好關係的簽名，卻在收集簽名時遭荷帝·瓊斯（之後荷帝·瓊斯又將罪名扣在雇用的人類海賊身上）給暗殺，連同收集的簽名也遭人縱火焚毀。最後因擔憂白星的能力會讓海王類四處作亂，請求海王星三兄弟不要憎恨殺害自己的兇手並好好照顧白星，便因為傷勢過重不治身亡，被安葬在海之森林但生前的理想仍然被魚人島的人民謹記在心。
魚人島事件裡，新魚人海賊團強迫魚人島居民踐踏她的遺像，間接導致大王子鯊星為此出手痛毆新魚人海賊團的幹部托斯。曾受乙姬維護的穆斯卡爾特則感念其恩情，為了報恩而在世界會議篇志願全程陪同與保護魚人島的皇族出席世界會議。
名字來源取自日本童話浦島太郎的龍宮公主乙姬。
鯊星（Fukaboshi）
聲優：伊藤健太郎（日本）；宋克軍（台灣）
種族：鯊魚人魚，年齡：24歲，生日：2月4日，身高：604公分，星座：水瓶座，血型：S型，出身地：魚人島龍宮王國，喜歡的食物：鮑魚肉排。
魚人島龍宮王國的大王子，海王星三兄弟的長男。
額頭有一圓點，擁有鯊魚的利牙和鰓裂，留著藍色波浪型長髮，相貌剛正，魚尾有著淺色的圓形斑點，擅長「人魚柔術」、「人魚具術」，武器是一隻和父親尼普頓一樣使用的黃金三叉戟，並且立誓遲早會成為有資格坐上王座的男人，未來將繼承國王之位，深受人民愛戴，只要露面必定會有一群年輕人魚歡呼不停。性格認真負責且相當冷靜，經常代表三兄弟對其他人發言，同時也是三兄弟當中，最接近人類面貌的人魚。魯夫則是直接用「大哥星」來稱呼他。
在第二部劇情的十年前，因為目睹母親乙姬王妃遭到暗殺而大怒，在打算找暗殺者算帳時被母親乙姬王妃阻止，在母親臨終前向她發誓會努力將被燒毀的簽名重新收集起來，並且與兩位弟弟皇星和翻車星成為強大的戰士守護妹妹白星，母親過世後為了撫平島民們的傷痛決定廢掉搶救回來的簽名，讓一切從頭開始並於乙姬王妃的葬禮中透過影像電話蟲向全島居民表示，不管過幾年都會和自己的家人一同努力實現母親的遺願讓整個魚人島能在真正的太陽下生活。
為了轉達「海俠」吉貝爾「別和荷帝·瓊斯戰鬥」與「到海之森林等候」的口信找上魯夫等人。本打算要答謝草帽海賊團拯救白星的愛鯊梅卡洛，但當其他人魚前來通報夥伴失蹤的消息時，當下懷疑是否與草帽海賊團有關（因為過去也曾有發生過幾次海賊與人魚假裝混熟後再將其綁架的事件），加上聽到人魚咖啡廳的女店主雪莉夫人的占卜結果並轉而決定先對草帽海賊團採取應對措施。後來當尼普頓被索隆等人挾持時在話筒中與索隆交涉釋放人質的條件還順便將吉貝爾的口信傳達給他們。
當新魚人海賊團幹部分別在魚人島強迫島民踐踏乙姬王妃的遺像時，撞見進行此事的新魚人海賊團幹部托斯在極端憤怒的情況下將托斯揍到地上。因為聽到荷帝·瓊斯企圖將父親尼普頓處刑一事而臉色大變，和兩位弟弟搭乘鳳尾車前往魚協和廣場，除了重新思索雪莉夫人的預言以外還認為人魚綁架事件的犯人另有其人，卻被服下兇藥的荷帝·瓊斯和他的部下所擒，後來在羅賓的協助下解開身上的枷鎖和兩位弟弟協助魯夫對抗荷帝·瓊斯，並命令龍宮城士兵運用貯氣庫製造巨型氣泡包覆諾亞。在意識到魚人島的皇族在過去十幾年因過於注重粉飾太平卻忽略魚人島上那群憎恨人類的魚人，導致魚人島居民受這些憎恨人類的「陰影」影響而遠離陽光後，當場激動落淚拜託魯夫將這些代表魚人島過去的「亡靈」一同殲滅。
多雷斯羅薩事件落幕後，提醒白星毋忘母親生前為魚人和人魚與人類和平共處的遺願勸服妹妹參與世界會議。圓蛋糕島事件落幕後，偕同父親和弟妹透過卡普的護衛抵達聖地馬力喬亞出席世界會議，和兩個弟弟負責幫助白星調解和其餘出席世界會議的王公貴族的互動。
原意為鱶（日语：フカ），是日本神話中對鯊魚的稱呼。
海皇星（Ryuboshi）
聲優：沼田祐介（日本）；符爽（台灣）
種族：皇星魚人魚，年齡：23歲，生日：6月24日，身高：544公分，星座：巨蟹座，血型：S型，出身地：魚人島龍宮王國，喜歡的食物：水雲湯。
魚人島龍宮王國的二王子，海王星三兄弟的次男。身形瘦長，頭上有一束很長的紅色頭髮，擅長「二刀流」、「人魚具術」，武器是兩把細長劍。喜歡唱歌，經常在說話語尾唱著音階，其原因是在母親乙姬王妃十年前遭人暗殺時，藉著努力唱歌來安撫失控的白星，並從此開始有這個習慣。
跟著兄長與弟弟前往魚協和廣場拯救尼普頓卻被服下兇藥的荷帝·瓊斯和他的部下所擒，後來在羅賓的協助下解開身上的枷鎖並協助白星抵抗班塔·戴肯九世和荷帝·瓊斯的攻勢。
多雷斯羅薩事件和圓蛋糕島事件後，偕同父親、兄長和弟妹透過卡普的護衛，抵達聖地馬力喬亞出席世界會議。顧及世界會議期間任何國家代表的失言誤會和暴露國家與海賊間的關聯，皆有可能演變成國家衝突，負責提醒白星在世界會議期間謹言慎行的重要性。
翻車星（Manboshi）
聲優：田中一成→間宮康弘（日本）；孫中台、詹雅菁〈童年〉（台灣）
種族紅翻車魚人魚，年齡：2O歲，生日：3月30日，身高：473公分，星座：牡羊座，血型：S型，出身地：魚人島龍宮王國，喜歡的食物：海牛牛奶。
魚人島龍宮王國的三王子，海王星三兄弟的三男。留著咖啡色的頭髮，身形肥胖，長相相當討喜，擅長「人魚具術」，武器是長劍。喜歡跳舞，經常邊跳舞邊唱著「紅翻車魚」，其原因是在母親乙姬王妃十年前遭人暗殺時，翻車星藉著努力跳舞來安撫失控的白星，並從此開始有這個習慣。跟著兩位兄長前往魚協和廣場拯救尼普頓，卻被服下兇藥的荷帝·瓊斯和他的部下所擒，後來在羅賓的協助下解開身上的枷鎖，並協助白星抵抗班塔·戴肯九世和荷帝·瓊斯的攻勢。多雷斯羅薩事件和圓蛋糕島事件落幕後，偕同父親、兄長、妹妹透過卡普的護衛，抵達聖地馬力喬亞出席世界會議。
白星
聲優：尤加奈（日本）；許淑嬪（台灣）；楊婉潼（香港）
魚人島龍宮王國的公主，海王星三兄弟的么妹，魚人島以外的人都用「人魚公主」稱呼她。由于深居简出於龍宫王國，外界都流傳着擁有不遜於海賊女帝漢考克的美貌。

#### 大臣
左大臣（Sadaijin）
聲優：田中亮一（日本）；符爽（台灣）
種族：鯰魚人魚，生日：7月2日，年齡：62歲，身高：435公分，星座：巨蟹座，血型：X型，出身地：魚人島龍宮王國，喜歡的食物：扇貝三明治。
頭戴禮帽，左眼配戴單邊眼鏡，右手拿著一隻牛角手杖的長者，口頭禪是「真受不了」和「何等的OO」。魯夫直接稱他做「鯰魚大叔」。判斷能力非常不佳，因聽信雪莉夫人的預言命士兵拘捕魯夫等人，還曾經有過端茶水招待敵對海賊以便商量的想法，甚至將魯夫等人認為是和班塔·戴肯九世與荷帝·瓊斯聯手的元凶。被騙人布吐槽「若非尼普頓的招待，他們也不會高攀此處」。但見到索隆因為荷帝·瓊斯進犯龍宮城，而為沒能達成「讓龍宮城人質安然無事」的承諾感到自責後，對他信守承諾的精神感到敬佩。
荷帝·瓊斯進犯龍宮城時，與龍宮城的士兵使用氣泡珊瑚，搭乘氣泡逃出龍宮城，後來在裘巴利HILLS和海王軍對抗荷帝·瓊斯等人控制的海獸但仍以敗北收場，轉而率領海王軍對抗新魚人海賊團。魚人島慶功宴結束後，將新世界專用的紀錄指針贈送給娜美並說明其用法，便就此和草帽海賊團告別。
右大臣（Udaijin）
聲優：江川央生（日本）；孫中台（台灣）
種族：海馬人魚，生日：4月5日 ，年齡：55歲，身高：313公分，星座：白羊座，血型：XF型，出身地：魚人島龍宮王國，喜歡的食物：蜆肉披薩。
身上攜帶佩刀，右手拿著弦月刀刃的長刀。性格非常盡忠職守，負責守衛白星所在的硬殼塔，同時也是龍宮王國當中，唯一能對尼普頓不假辭色並直接給與諫勸的大臣。連布魯克也對他的骨氣表示敬佩，對尼普頓經常一個人擅自出宮傷透腦筋。第一部劇情的10年前發生玉手匣失竊事件後，右大臣為了防範宵小再度覬覦玉手匣，而特地在盒子內裝置大量的炸藥，只要盒子一被打開，就會引起大規模的爆炸。
當他聽到硬殼塔傳來白星的叫聲時，被布魯克帶往硬殼塔，見到魯夫、白星、梅卡洛衝出硬殼塔的畫面，而誤認白星被魯夫綁架。但在發現硬殼塔外充斥著班塔·戴肯九世派來的海賊後，命布魯克回到龍宮城與尼普頓求援。荷帝·瓊斯進犯龍宮城時，與龍宮城的士兵使用氣泡珊瑚，搭乘氣泡逃出龍宮城，後來在魚佛利山莊和海王軍對抗荷帝·瓊斯等人控制的海獸，但仍以敗北收場，轉而率領海王軍對抗新魚人海賊團，並在諾亞即將墜落魚人島時，協助居民通往安全的地方避難。事後更奉尼普頓的旨意，及時攔下準備離開魚人島的草帽海賊團，並帶著尼普頓的電話蟲，傳達龍宮城即將舉辦宴會的消息。慶功宴會結束後，右大臣親自跪謝從格列佛手中解救白星的魯夫，卻在得知魯夫對「BIG MOM」拋下戰帖並不小心將裝有炸藥的玉手箱交給對方時，和尼普頓驚慌得不知如何是好。

#### 寵物
梅卡洛（Megalo）
聲優：荒井聰太（日本）
種族：鯊魚，生日：4月8日，星座：牡羊座，出身地：魚人島龍宮王國，喜歡的食物：海豹。
白星的寵物，是第二部劇情十年前唯一目睹荷帝·瓊斯暗殺乙姬真相的證人，同時也是白星待在硬殼塔期間唯一的傾訴對象，身上穿著犯人牌衣服。叫聲是「鯊鯊」，但後來開始學會叫魯夫的名字。生日：4月8日。
魯夫等人在深海打倒魷魚的同時，剛好從魷魚觸手裡逃出，當魯夫等人被尼普頓招待至龍宮城時負責將一行人載到龍宮城。可以在非常勉強的情況下，張開嘴將白星藏在牠體內。但梅卡洛因為感到相當不適（也因此「恐怖經驗」影響，後來梅卡洛只要聽到有人想把東西塞進牠嘴裡，都會嚇得臉色發白），在抵達珊瑚之丘的同時達到忍受極限，讓白星從牠的嘴裡滑出來，還讓魯夫被誤認為綁架白星的犯人。魚人島事件中按照吉貝爾的計畫將魯夫藏在嘴裡，在荷帝·瓊斯在打算處刑尼普頓的那一刻，耐不住性子的魯夫並從梅卡洛嘴裡跑出來攻擊荷帝·瓊斯。事後草帽海賊團將千陽號附上巨型泡泡，準備讓梅卡洛拖著千陽號離開魚人島，結果被前來傳達尼普頓旨意的右大臣攔下來。
創作原型和名字由來是史前真實存在的巨大鯊魚－巨牙鯊「Megalodon」。
何耶（Hoe）
聲優：藤本隆宏（日本）
種族：鯨魚，生日9月13日。，星座：處女座，出身地：魚人島龍宮王國，喜歡的食物：魷魚。
尼普頓最寵愛的坐騎，頭戴皇冠，腰間戴著泳圈狀泡泡，叫聲是「何耶～嚕！！」。娜美初次見到自己便覺得很可愛。在荷帝·瓊斯進犯龍宮城時受尼普頓的命令，將騙人布等人帶離龍宮城卻因為荷帝·瓊斯的阻撓而失敗。之後在魚人島事件協助草帽海賊團營救龍宮王國等人。

### 居民

#### 人魚咖啡廳
其中海咪的朋友登場於珊瑚之丘的女性人魚群，身兼人魚咖啡廳侍者兼舞者的職位，魚人島慶功宴受邀擔任宴席舞者。全員名字在《ONE PIECE BLUE DEEP-絕讚的角色世界》揭曉。
海咪（Camie (Keimi)）
聲優：池澤春菜（日本）；詹雅菁（台灣）
種族：接吻魚人魚，年齡：18歲，生日：11月3日（11，3是海咪的日文諧音），星座：天蠍座，血型：X型，身高：197公分，出身地：魚人島龍宮王國，喜歡的食物：裙帶菜焦糖布丁。
夢想成為設計師的人魚族少女，海星帕帕克的徒弟兼主人。除了游泳速度極快外，也能夠跟魚類對話，曾在千陽號上向魚群問路。個性迷糊很容易上當，曾被海獸吃掉至少二十次及被馬庫洛一家給抓到至少三十次。在吃驚時容易出現眼珠舌頭跑出來這類誇張表情。
於漫畫扉頁連載故事《小八的海底散步》中初次登場，和帕帕克被海獸吞下恰巧被小八所救；後來被馬庫洛一家擄去又再一次被小八給救出來，雙方因此成為好朋友因而以此契機在小八經營的章魚燒店中當店員。
和帕帕克又被海獸吃掉時被剛離開恐怖三桅帆船的草帽海賊團給救下。為答謝草帽海賊團提出請他們吃章魚燒，卻得知店主小八被馬庫洛一家給抓住，於是便請求魯夫一同去拯救他。草帽海賊團打敗飛魚騎士團救出小八後，隨同大夥到夏波帝諸島為千陽號上膜。期間被人口販子給綁架到人口販賣會場還險被天龍人查爾羅斯給看上與買走；更險被查爾羅斯的妹妹夏露莉雅給行刺，最後被草帽海賊團與「冥王」席爾巴斯·雷利所救。其後與帕帕克留在夏姬的店，看護遭天龍人查爾羅斯給開槍射傷的小八。兩年間回到魚人島居住在咖啡店中當侍者。草帽海賊團在兩年後到魚人島，十分高興地歡迎大家。在魚人島事件結束後還和帕帕克、小八、青鱂五胞胎跟著草帽海賊團出席慶功宴會。
雪莉（Shyarly）
聲優：朴璐美（日本）；許淑嬪（台灣）
種族尖吻鯖鯊人魚，生日：9月9日，年齡：29歲，身高：520公分，星座：處女座，血型：XF型，出身地：魚人島龍宮王國魚人街，喜歡的食物：添加玫瑰醬的紅茶。
人魚咖啡廳女店主，外號「雪莉夫人」（Madam Shyarly）。她是海咪的雇主，同時也是惡龍同父異母的妹妹，但實際上惡龍小時候就被父母遺棄在魚人街，據說在惡龍在15歲時被一個自稱是父親的人給帶到魚人街居住。
特徵是黑色短髮和冷豔的藍色雙眼，蒼白的肌膚，紫色的指甲，有著相當豐滿的上圍，身穿連帽上衣，經常拿煙管抽菸，當地居民都尊稱她為「雪莉夫人」，魯夫則直接稱她為「大人魚」。平常個性沉穩端莊，一旦生氣就會變得很可怕，曾因為被魯夫問及「人魚是否會排泄」當場動怒將魯夫嚇得不敢辯駁（動畫版改成魯夫對此毫無感覺，卻驚嚇到在旁的騙人布，還連忙押著魯夫鞠躬道歉）。稱呼魯夫等人「草帽小子們」。
是魚人島上最有名的占卜師，雖然不能預知事件發生的準確時間點，但是占卜預言準確度高達100%。3歲時預知海王類正等待人魚公主出生。4歲那年曾經預知大海賊時代的來臨，甚至在頂點戰爭發生以前就預知「白鬍子」的殞落，但因為屢次預見不幸而變得討厭占卜不願預知未來。
她讓剛接受輸血的香吉士在店裡休養，除了親自接待魯夫等人以外，還特別准許海咪放假帶領魯夫等人參觀魚人島，卻在用水晶球占卜時預見魯夫站在被毀滅的魚人島上的畫面。也因為她的預言，使得魯夫等人被龍宮王國的人誤會成毀滅魚人島的元兇。後來趕到吉隆考德廣場傳達自己的占卜訊息被荷帝·瓊斯用「擊水」身受重傷，和魚人島的孩子們見證吉隆考德廣場上發生的一切。魚人島事件結束後因為不想看見恐怖的未來將自己長久以來用來占卜的水晶球敲成兩半並允許人魚咖啡廳的店員們為魯夫餞行。對於先前懷疑魯夫即將毀滅魚人島一事向海咪道歉，還對海咪提到魯夫是個值得信賴的人。然而海咪卻對於雪莉夫人的預言遲早會發生感到很擔憂。名字取自于雪莉酒。
伊希莉（Ishilly）
聲優：鹿野優以（日本）；許淑嬪（台灣）
種族：條石鯛人魚，生日5月4日，星座：金牛座。
人魚咖啡廳店員（人氣前5名的舞孃），海咪的朋友。特徵是黑色長曲髮綁雙馬尾、面有雀斑、尾部是黑白直間鱗片。
在龍宮皇族巡視人魚海灣的時候，為了讓魯夫等人藏匿起來，緊抱著香吉士不讓海王軍發現他們，結果這舉動反而讓不願在魚人島上狂噴鼻血的香吉士，噴出超過平常失血份量的鼻血，令魯夫等人的行蹤當場曝光。
當關著格列佛的木桶漂流到人魚海灣時，和同伴討論是否要將木桶打開，卻在格列佛逃出桶子後被他給擄走。事後和同伴在龍宮城的宮殿被衛兵發現並且向衛兵透露格列佛犯案的真相，才化解魚人島居民對草帽海賊團的誤會。
魚人島事件結束後和其他人魚咖啡廳的女性人魚來到龍宮城慶功宴會擔任舞者。
梅洛（Mero）
聲優：齊藤佑圭（日本）；許淑嬪〈2011年版／2024年版〉（台灣）
種族：鱚魚人魚。
人魚咖啡廳店員（人氣前5名的舞孃），海咪的朋友。特徵是藍色長髮，配戴頭花，個性友善溫和的女性。
雪拉（Seira，賽菈）
聲優：川庄美雪（日本）；錢欣郁〈2011年版〉／連婉鈞〈2024年版〉（台灣）
種族：海水神仙魚人魚。
人魚咖啡廳店員（人氣前5名的舞孃），海咪的朋友。特徵是咖啡色馬尾長髮，配戴兩枚音貝的女性。
比目拉（Hiramera，菲安塞、希拉梅菈）
聲優：吉川未来（日本）；錢欣郁〈2011年版〉／連婉鈞〈2024年版〉（台灣）
種族：比目魚人魚。
人魚咖啡廳店員（人氣前5名的舞孃），海咪的朋友。特徵是粉色齊瀏海雙馬尾髮型的女性。
鰈蓮（Kairen，凱倫）
聲優：庄司宇芽香（日本）；詹雅菁〈2011年版／2024年版〉（台灣）
種族：鰈魚人魚。
人魚咖啡廳店員（人氣前5名的舞孃），海咪的朋友。特徵是金色捲髮，臉型稍扁的女性。
露麗絲（Lulis，露莉絲）
聲優：不明（日本）；詹雅菁〈2011年版／2024年版〉（台灣）
特徵是橘紅色捲尾中長髮，配戴蛙鏡和呼吸管的人魚。曾經和伊希莉被格列佛給綁架一段時間。
費歐絲（Fillonce）
聲優：不明（日本）；許淑嬪〈2011年版〉／連婉鈞〈2024年版〉（台灣）
特徵是粉色俏髮尾短髮的女性人魚。曾經和伊希莉被格列佛給綁架一段時間。
索拉（Sora）
聲優：不明（日本）；許淑嬪（台灣）
特徵是金色長髮，配戴直條斑紋帽的女性人魚。
艾朵（Adele）
聲優：不明（日本）；許淑嬪（台灣）
特徵是黑色捲髮，褐色肌膚的女性人魚。

#### 其他居民
小八（Hatchan）
聲優：森川智之（日本）；符爽／宋克軍〈ep.292〉（台灣）；呂永林（香港）
種族：章魚魚人，年齡：36歲→38歲，生日：8月8日，身高：220公分，星座：獅子座，血型：S型，出身地：龍宮王國魚人街，喜歡的食物：章魚燒、章魚燒煎餅。
前惡龍海賊團幹部。外號「六刀流」小八（Six-Sword Style Hachi）。使用「六刀流」。懸賞金額：800萬貝里。
章魚魚人，口頭禪是「扭」，外表長得很討喜而且十分少根筋。和羅傑海賊團副船長「冥王」席爾巴斯·雷利是舊識。
在可可亞西村被索隆擊敗，後被海軍收押但成功逃獄。認識了人魚海咪和海星帕帕克，和海咪一起經營章魚燒店「章魚燒8號」。在飛魚騎士團基地與魯夫等人再次碰面，帶他們去找上膜工人「冥王」雷利。被天龍人查爾羅斯槍擊，在夏姬的店療傷。「頂點戰爭」結束后，與飛魚騎士團一同把守千陽號直到巴索羅繆·大熊到来接手保护任务。兩年後在魚人島與魯夫重逢。
名字取自日語讀音的8（Hachi）。

帕帕克（Pappag）
聲優：鹽屋浩三（日本）；符爽（台灣）
種族：海星，年齡：33歲，生日：9月21日，星座：處女座，血型：XF型，身高：50公分，出身地：魚人島龍宮王國魚魚佛利山莊，喜歡的食物：海咪給的蛤蠣。
魚人島流行服裝品牌「犯人牌」（Criminal）的設計師，海咪的師父兼寵物，很沒有存在感。帕帕克是一隻海星，但卻會說人話；他解釋這是因為「慣性思維」之故，因很小的時候一直以為自己是人類，當認識到自己是海星的時候已經懂說人話。於漫畫扉頁連載故事《小八的海底散步》中初次登場。和魚人島的人魚公主白星有交情。其後與海咪留在夏姬的店，看護遭天龍人查爾羅斯給開槍射傷的小八。在魚人島事件結束後還和海咪、小八、青鱂五胞胎跟著草帽海賊團出席慶功宴會。卻對於雪莉夫人的預言遲早會發生感到很擔憂。
青鱂五胞胎（Medaka Mermaid Quintuplets）
聲優（一鱂）：鈴木真仁（日本）；許淑嬪〈2011年版〉／連婉鈞〈2024年版〉（台灣）
聲優（二鱂）：鈴木真仁（日本）；詹雅菁〈2011年版〉／許淑嬪〈2024年版〉（台灣）
聲優（三鱂）：鈴木真仁（日本）；詹雅菁〈2011年版〉／詹雅菁〈2024年版〉（台灣）
聲優（四鱂）：鈴木真仁（日本）；許淑嬪〈2011年版〉／連婉鈞〈2024年版〉（台灣）
聲優（四鱂Two）：鈴木真仁（日本）；錢欣郁〈2011年版〉／許淑嬪〈2024年版〉（台灣）
海咪的朋友，青鱂人魚，頭戴不同花紋、顏色的帽子，腰上戴著泳圈狀的泡泡，尾部魚鱗呈現白色與其他色相間的模樣，體型較嬌小且泳速很快，在人魚族中是數一數二的情報通，分別為一鱂、二鱂、三鱂、四鱂和四鱂Two（Ichika、Nika、Sanka、Yonka、Yonka Two），（四鱂2號被騙人布吐槽「叫五鱂不就好了？」），稱呼魯夫為「魯夫哥哥」。
由於五胞胎的髮型和尾部花紋形狀幾乎一模一樣，因此只能從髮色、帽子、尾部花紋的顏色做出分辨。通常五胞胎對話時，一鱂總是最先提出話題，二鱂應和著一鱂的說法，三鱂會全盤否定前兩人的說法，四鱂會再次肯定對話主題或看法，四鱂2號則在最後對整個話題提出：「***了又怎樣」的疑問。（例如：一鱂說「你看 他動了」；二鱂說「他動了」；三鱂說：「他才沒動」，四鱂說：「他明明就動了！」；四鱂2號說：「他動了又怎樣」，但是在魯夫他們要離開魚人島的時候，青鱂五胞胎異口同聲的說：「骨頭也喜歡喔！」。）
在魯夫等人強行通過魚人島的巨型泡膜被海水沖散時通知海咪，讓海咪能及時拯救魯夫、騙人布、香吉士、喬巴。在魚人島事件結束後還和海咪、小八、帕帕克跟著草帽海賊團出席慶功宴會。
電（Den，丹）
聲優：島田敏（日本）；孫中台（台灣）
種族：東方狼魚人魚，年齡：62歲，生日：10月10日，星座：天秤座，血型：X型，身高：435公分，出身地：魚人島龍宮王國，喜歡的食物：山芹菜蛤蜊燉飯。
船匠兼「海之森林」研究學者，「世界第一船匠」湯姆的弟弟，頭戴深色帽子，配戴粗框眼鏡和耳環，頭髮茂密，尖稜的臉形與略微下勾的鼻子，下顎蓄著鬍鬚，雙臂和上衣都有著酢醬草的圖案。對於人類習慣以長相遺傳判斷對方是否為親屬的概念感到不解（因為人魚和魚人的魚種會受自己的祖先影響），初見到佛朗基時還詢問對方祖先中是否有機器人。由於收到西夫特車站長可可羅婆婆的信件，因此得知湯姆多年前被處刑一事受佛朗基委託替千陽號重新上鍍膜。
瑪麗亞·拿波里（Maria Napore）
聲優：森公美子（日本）
魚人島的首席女歌手，有著豐滿身形和厚嘴唇的女性人魚。魚人島事件後，受邀擔任魚人島慶功宴的演出者，布魯克亦於宴會席間擔任拿破崙的伴奏。名字由來取自法國軍事家暨政治家拿破崙·波拿巴。

### 海賊

#### 太陽海賊團
由魚人探險家費雪·泰格成立的海賊團，海賊船名為「鯛魚頭號」，成員多為人魚和魚人（但在航行期間曾經收留唯一的人類奴隸小女孩可亞拉），多數團員會在自己的身上烙印紅色的太陽標誌。在費雪·泰格身故後大多數的成員離開海賊團自立門戶，大致上分為以吉貝爾為首的鴿派和以惡龍為首的鷹派（即惡龍海賊團）。

#### 惡龍海賊團
由一群離開「海俠」吉貝爾率領的魚人海賊團所組成的海賊團，海賊船名為「鯊魚·斯帕布號」，船頭放置著和惡龍一樣的鋸齒狀鼻子。原本將娜美的故鄉可可亞西村當作活動據點，被魯夫等人擊潰後被海軍給收押。

#### 新魚人海賊團
新魚人海賊團，全員都是在魚人街長大的孩子，視惡龍為他們所崇拜的偶像，身上除了「惡龍一夥」的刺青，還在象徵魚人海賊團太陽標誌裡加入人頭落地的禁標刺青（團內代表刺青）。幹部以下的成員通常都會在魚人島入口阻擋來到此地的海賊，並威脅其納入「新魚人海賊團」旗下，不服從者則會被他們連人帶船打沉。成員總共有十萬人以上。最後首領荷帝和其他幹部都被關入龍宮城的監獄塔內，旗下俘虜的人類海賊因荷帝敗北而得以重獲自由，至於剩下的魚人成員則獲得尼普頓的寬赦在龍宮城擔任士兵以將功贖罪。

#### 飛行海賊團
飛行海賊團航行在魚人島周圍深海處的海賊團。船名為「The Flying Dutchman」（即《神鬼奇航》中的「幽冥飛船」），海賊旗的標誌為雙刀交叉的骷髏頭，船頭是顆長著尖牙的骷髏頭，船身已多處腐朽。